# Interstate 59
I-59 eller Interstate 59 är en amerikansk väg, Interstate Highway, i Louisiana, Mississippi, Alabama  och Georgia. Vägens huvudsakliga syfte är att leda trafik från New Orleans till Chattanooga, Tennessee via Birmingham, Alabama.